# Вор (фильм, 1951)
«Вор» (англ. The Prowler) — нуаровый триллер режиссёра Джозефа Лоузи, вышедший на экраны в 1951 году.
Писатель Джеймс Эллрой назвал этот фильм своим любимым, охарактеризовав его как «шедевр сексуального ужаса, организационной коррупции и удушающей, уродливой страсти».
Режиссёр фильма Джозеф Лоузи, авторы сценария Далтон Трамбо и Хьюго Батлер, а также художественный консультант фильма Джон Хабли за свои политические взгляды в различное время были включены в чёрный список Голливуда.

## Сюжет
Однажды вечером полицейские Бад Крокер и Уэбб Гарвуд (Ван Хефлин) приезжают в богатый частный дом в Лос-Анджелесе по вызову хозяйки Сьюзен Галвэй (Эвелин Кейс), утверждающей, что кто-то заглядывает в её окна. Старший по возрасту, дружелюбный Бад советует Сьюзен соблюдать осторожность и плотно закрыть шторы. Однако на Уэбба молодая блондинка Сьюзен произвела сильное впечатление. Под предлогом того, чтобы убедиться, что у неё всё в порядке, он заезжает к Сьюзен снова. Сьюзен предлагает ему чашку чаю. Продолжая слушать радиопередачу, она объясняет Баду, что её немолодой муж Джон работает ночным радиоведущим, и сейчас как раз она слушает его программу. Выясняется, что Сьюзен и Уэбб выросли в одном и том же городке в Индиане, где Уэбб был звездой местной баскетбольной команды. Впоследствии Уэбб поступил в колледж по спортивной квоте, однако затем потерял место в команде, ушёл из колледжа, неудачно занимался различными делами, и в итоге стал полицейским. Он мечтает стать управляющим собственным мотелем, и уже присмотрел один такой мотель недалеко от Лас-Вегаса. Сьюзен в своё время подавала надежды как актриса, но затем вышла замуж за богатого радиоведущего и стала домохозяйкой. Она всем обеспечена, но чувствует себя запертой в клетке. Одержимый страстью, Уэбб набрасывается на Сьюзен, однако первоначально получает отпор с её стороны. Однако буквально на следующий день он приходит снова, и сменив тактику поведения, соблазняет её. У них начинается роман. Во время очередного визита, в поисках сигарет Уэбб вскрывает письменный стол Джона, где видит его завещание и тайком читает его. Однажды Уэбб заявляет, что уходит в двухнедельный отпуск, который собирается провести в Лас-Вегасе. Уэбб настаивает на том, чтобы Сьюзен ехала вместе с ним и называет время вылета самолёта, однако она не появляется в аэропорте. Разозлённый Уэбб приезжает к ней домой, где Сьюзен объясняет, что муж заподозрил её в неверности, и даже угрожал убить, если она попытается его бросить. После этого Уэбб уезжает и прекращает отвечать на её звонки. Не выдержав, Сьюзен сама приезжает к нему домой, и говорит, что попросила Джона дать ей развод. Уэбб холодно реагирует на её слова, тогда Сьюзен говорит «чем быстрее это разрубить, тем будет менее болезненно».
Выйдя после отпуска на работу, Уэбб поздно вечером подъезжает к дому Сьюзен и вскрывает одно из окон, имитируя попытку проникновения, а затем устраивает ложный вызов полиции. Когда, услышав шум, Джон с пистолетом выходит во двор, затаившийся в кустах Уэбб хладнокровно убивает его из пистолета. Для отвода глаз Уэбб берёт пистолет Джона и стреляет себе в руку, после чего вызывает полицию. На суде как Уэбб, так и Сьюзен утверждают, что никогда ранее не встречались. Уэбб говорит, что убил Джона в результате трагического случая, приняв его в темноте за грабителя. Присяжные ему верят и оправдывают его. Первоначально Сьюзен убеждена, что Уэбб умышленно убил её мужа, однако Уэббу удаётся переубедить её и восстановить отношения. Вскоре Уэбб узнаёт от брата Джона, местного аптекаря, что Джон был не лучшим мужем, так как был бесплоден и не мог подарить Сьюзен ребёнка. Придя к Сьюзен, Уэбб говорит, что ушёл из полиции, так как после убийства Джона не может держать в руках оружия. Уэбб говорит, что убил бы её мужа, если бы это был единственный способ им быть вместе, но умоляет её поверить, что это был несчастный случай. Уэббу в очередной раз удаётся переубедить Сьюзен, и они обнимаются. Вскоре они женятся и переезжают в жить в свой новый дом, только что купленный успешный мотель в Лас-Вегасе. Вскоре Сьюзен радостно сообщает, что она на четвёртом месяце беременности. Это вызывает тревогу Уэбба, так как быстро станет известно, что это ребёнок не от Джона, и соответственно, станет известно, что у них были отношения задолго до несчастного случая, и они солгали в суде.
Чтобы избежать огласки Уэбб отвозит Сьюзен в заброшенный городок в пустыне, чтобы она могла родить ребёнка в тайне от всех. Однажды вечером у Сьюзен начинаются болезненные схватки. Уэбб берёт пистолет и уезжает за доктором в соседний городок. На следующий день доктор принимает роды. Увидев у Уэбба пистолет, Сьюзен вновь начинает подозревать, что Уэбб убил Джона и теперь может убить доктора. Она отвлекает внимание Уэбба, давая тем самым возможность доктору сбежать вместе с ребёнком. Разъярённый обвинениями Сьюзен, Уэбб проговаривается, что знал о завещании её мужа, и что за такие деньги можно пойти на убийство. После этого Уэбб уносится в погоню за доктором, чтобы устранить опасного свидетеля. Однако доктор успевает вызвать полицию, и посреди пустыни Уэбб видит движущиеся ему навстречу полицейские машины. Уэбб разворачивается и едет обратно к дому, бросает машину и в попытке убежать карабкается вверх по грунтовому склону. Выстрелами из ружья полицейские убивают Уэбба, и его тело скатывается к подножию холма на глазах у Сьюзен.

## В ролях
- Ван Хефлин — Уэбб Гарвуд
- Эвелин Кейс — Сьюзен Гилврей
- Джон Максвелл — Бад Крокер
- Кэтрин Уоррен — миссис Крокер
- Уитон Чамберс — доктор Джеймс
- Роберт Остерлох — коронер
- Мэдж Блейк — Марта Гилврей

## Создатели фильма и исполнители главных ролей
Режиссёр Джозеф Лоузи начинал карьеру постановкой фильмов нуар «Разделительная линия» (1950), «Долгая ночь» (1951) и «М» (1951, ремейк классического фильма Фритца Ланга). В 1951 году Лоузи попал в голливудский чёрный список и был вынужден эмигрировать в Европу, где поставил немало значимых фильмов, среди них криминальный триллер «Безжалостное время» (1957), психологические драмы «Слуга» (1963) и «Несчастный случай» (1967), а также военная драма «Месьё Кляйн» (1976).
Сценарист Далтон Трамбо работал над фильмами нуар «Ревность» (1945), «Без ума от оружия» (1950), «Он бежал всю дорогу» (1951) и позднее «Братья Рико» (1957). Его самыми знаменитыми работами стали сценарии к фильмам «Римские каникулы» (1953), «Спартак» (1960) и «Мотылёк» (1973). В 1947 году Трамбо попал в чёрный список, и был лишён возможности официально работать в Голливуде вплоть до 1960 года. Окончательно он был реабилитирован только в 1990-е годы. Он дважды был удостоен премии «Оскар» за лучший сценарий, выступая под именами других людей — в 1954 году за фильм «Римские каникулы» (он получил этот Оскар посмертно в 1992 году) и в 1957 году за фильм «Храбрец» (он получил «Оскар» в 1975 году).
Актёр Ван Хефлин известен ролями в фильмах нуар «Джонни Игер» (1941, за который он получил «Оскар» за лучшую роль второго плана), «Странная любовь Марты Айверс» (1946), «Одержимая» (1947) и «Акт насилия» (1948), и в вестернах «Шейн» (1953) и «В 3:10 на Юму» (1957). Актриса Эвелин Кейс на момент съёмок была женой одного из продюсеров фильма, знаменитого режиссёра Джона Хьюстона. Она известна ролями второго плана в эпической мелодраме «Унесённые ветром» (1939) и комедии с Мэрилин Монро «Зуд седьмого года» (1955), а также в нуарах «Лицо под маской» (1941) и «Ривер-стрит, 99» (1953).

## Оценка критики
Журнал Variety написал о фильме:
«Соединение запретной любви, убийства и добрачных связей делают „Вора“ непристойной и дерзкой историей. Ван Хефлин выжимает всё возможное из своей роли неприятного копа, крадущего любовь женщины (Эвелин Кейс), которая вызывала полицию, увидев вора, заглядывающего в окно её ванной комнаты. Кейс … также играет неприятную роль жены, которую соблазняет и завоёвывает Хелфин за спиной её мужа. Картина достигает увлекательной кульминации в пустынном городе-призраке, куда Хелфин увозит Кейс, ставшую его женой, чтобы родить ребёнка, избежав при этом огласки».
Журнал Time Out написал о фильме:
«Захватывающий классный, чистый триллер о ловушке, в которую неумолимо попадают женщина в несчастном браке за богатым мужем, и коп, который хочет изменить свою жизнь к лучшему. Вызванный, чтобы разобраться с вором, он задерживается с тем, чтобы избавиться от мужа и забрать как жену, так и его деньги себе. Великолепная игра Эвелин Кейс и Вана Хефлина, не менее роскошная художественная постановка (где белый дом в испанском стиле выступает символом богатства и пустоты, окружённым ночью охотника), и режиссёрская работа, которая держит стальной хваткой, ослабевая только в заключительных мелодраматических финальных сценах. Когда вина загоняет любовников в заброшенную лачугу, где они рассчитывают сохранить беременность в тайне и избежать трудных вопросов, их отношения закипают до страшной кульминации, связанной с тяжёлыми родами. Для съёмок последних сцен Лоузи великолепно использует натурные съёмки в городе-призраке в пустыне Мохаве».
Кинокритик Крейг Батлер написал на сайте Allmovie:
«„Вор“ — это захватывающий, плотный триллер в русле фильмов нуар, который … несёт социальное послание о богатстве, алчности и тщеславии. Развернув тёмное зеркало в направлении американской мечты, „Вор“ рисует портрет „чистого“ американского мужчины, который пьёт молоко и носит форму представителя закона и порядка, но внутренне пожираем целью „сделать себя“ в этом мире. И его намерение достичь своей цели заставляет его пойти на убийство, что становится обвинением американскому обществу, которое оценивает человека по уровню его материального богатства. Всё это сделано в контексте плотно выстроенного и красиво исполненного триллера, который напоминает о „Двойной страховке“, но обладает собственным особым ароматом и характером… Джозеф Лоузи мастерски нагнетает напряжённость и атмосферу, вместе с оператором Артуром С. Миллером постоянно погружая зрителя в свой фильм. Однако самой сильной стороной фильма является звёздная игра Вана Хефлина и Эвелин Кейс. Ни он, ни она не играют персонажей, которые вызывают сочувствие, но они делают их увлекательными и убедительными».
В 2009 году в Chicago Reader кинокритик Дейв Керр написал:
Хотя он относится к первым годам его карьеры, этот галлюциногенный фильм нуар для меня по-прежнему является лучшим фильмом Джозефа Лоузи… Развитие сюжета «Двойной страховки» приводит к впечатляющему стилизованному финалу в пустынном городе-призраке. На этот раз Лоузи снижает своё брехтовское «отчуждение»; в результате фильм несёт живое ощущение западни, при этом его отличает и холодная, критическая рассудочность….
Критик Джей Хоберман написал в 2010 году в Village Voice:
«Вор» (1951), может быть, является самым страшным из классических нуаров. Фильм Джозефа Лоузи представляет собой броскую историю об отношениях сексуальной силы, которая предвосхищает артхаусный камбэк режиссёра в начале 1960-х годов с фильмом «Слуга». В своё время этот убогий ноктюрн восхваляли за свою неоднозначность модные критики…, рассматривая его как историю богатой будущей актрисы, которая попадает в ловушку в полицейском государстве с его постоянной слежкой, благодаря чему он получил вполне определённый отзвук Холодной войны.
Уязвимость богатой домохозяйки Эвелин Кейс показана с самого начала. Вызванный ей для розыска вора, хищный коп Вана Хефлина сам мгновенно выходит на охоту — он преследует Кейс до тех пор, пока она в страхе не изменяет своему возрастному мужу, ночному радиоведущему, которого она зачарованно слушает по радио. Кейс проходит через весь фильм в трансе, находясь в беспомощном плену у крупнолицего, присвоившего себе все права копа. Не менее жутким, чем сам фильм, является и грандиозное возмездие в его финале, которое очень точно помещено в город-призрак в штате Невада.
Как и во всех прочих голливудских фильмах Лоузи, в работе над «Вором» приняло участие сразу нескольких левых деятелей из мира кино. Наиболее значимый среди них — Далтон Трамбо, который написал сценарий вместе Хьюго Батлером, прикрывшись его именем (сам Батлер впоследствии также попал в чёрные списки). В порядке мрачной шутки Трамбо записал голос радиоведущего, не показываясь на экране.
Дэвид Томпсон в 2011 году написал в журнале New Republic:
"Это фильм категории В, но у него были свои незаурядные достоинства: не только Лоузи стал находить себя как режиссёр (ему было за сорок и он уже многое до того сделал в театре), но и С. П. Игл — как продюсер (вскоре ставший Сэмом Шпигелем), Джон Хьюстон — как консультант (в то время он был женат на Кейс), Хьюго Батлер и Далтон Трамбо — как сценаристы, и Джон Хабли — как консультант по художественной постановке.
Лоузи … построил тщательно продуманные декорации и разработал удлинённые съёмочные планы, а также ввёл актёров в атмосферу, которую называл «ложными ценностями, где цель оправдывает средства». «100 тысяч баксов, „Кадиллак“ и блондинка — это программа-минимум американской жизни того времени. И не имело никакого значения, каким образом реализовать её — похитить чью-либо девушку, украсть деньги или получить „Кадиллак“ коррупционным путём».
Это не более чем 92-минутная картина, нуар, если вам угодно (хотя вряд ли Лоузи знал это слово в то время), но это действительно быстрый, искусный анализ того типа мира, в котором главенствуют моральное разложение и простые ответы. Ван Хелфрин был в то время почти что звездой …, но поразительным образом здесь он готов быть ползучим вором, убийцей и парнем, которого не хотелось бы видеть в рядах полиции… Хелфин предлагает здесь такую социальную критику, которую редко услышишь или увидишь сегодня. Несколько лет спустя, Лоузи, Батлер, Трамбо и Хабли станут жертвами чёрных списков. Но будем помнить, что они получили свою чёрную метку заслуженно, потому что в глубине души почувствовали, что в Америке что-то прогнило.
Лоузи не любит Уэбба Гарвуда, но понимает, каким образом парень сбился с пути. Сьюзен возможно ведёт себя глупо, но Кейс делает её трогательной и правдоподобной. И по мере того, как действие фильма переносится из дома в пустыню, в город-призрак Калико, Лоузи начинает ухватывать единство места и действия, которые отличают его более поздние фильмы, такие как «Слуга», «Посредник» и «Месьё Кляйн».
Есть такие поклонники нуар, которые рады возрождению любого фильма этого жанра и готовы упиваться его жестокостью, фатализмом и женоненавистничеством. Однако есть и другая правда, которую доказывают «Вор» и такие фильмы, как «Целуй меня насмерть». Они не только стали стильным ответом экономии картин категории В, но и привнесли дух необходимой социальной критики. Стоит напомнить, что Роберт Олдрич, постановивший «Целуй меня насмерть», учился мастерству, работая ассистентом режиссёра фильма «Вор».